# 美國稅務法院
美國稅務法院（United States Tax Court、判例引註: TC；美國聯邦稅務法院；美國稅務法庭）是美國國會依據美國憲法第一條設立的聯邦審判法院，其中第8項規定（部分）國會有權「組成次於最高法院之專門法院」。稅務法院專門審理美國所得稅的案件糾紛，通常在美國國稅局進行正式稅務評估之前審理此類糾紛。 雖然納稅人可以選擇在破產法之外的各種法律規定中來進行訴訟稅務問題；但是稅務法院是納稅人可以在沒有先全額支付有爭議稅款的情況下能如此處理稅務爭議的唯一法院。對有徵稅爭議的當事人也可以向任何美國聯邦地區法院或美國聯邦索賠法院提起訴訟；但是這些法院在處理稅務案件時要求先支付稅款，然後當事人告訴提起訴訟以收回有爭議的賠償金額（弗洛拉訴美國案之全額支付規定）。稅務法院法官的任期為15年，如果有「效率低下、疏忽職守，或在辦公室犯有瀆職行為......」，總統可以將之免職。
稅務法院的主要徽誌是以一個束棒表示。

## 參閱
- 美国国税局

## 外部連結
- Official Web Site of the United States Tax Court （页面存档备份，存于）
- United States Tax Court Rules of Practice and Procedure
- IRS Appeals （页面存档备份，存于） Official IRS Appeals Office Website
- 美國稅務法院,United States Tax Court （页面存档备份，存于）